# Monochamus hollisii
Monochamus hollisii är en skalbaggsart som beskrevs av Waterhouse 1898. Monochamus hollisii ingår i släktet Monochamus och familjen långhorningar. Inga underarter finns listade i Catalogue of Life.